# Ranunculus luoergaiensis
Ranunculus luoergaiensis là một loài thực vật có hoa trong họ Mao lương. Loài này được L. Liou miêu tả khoa học đầu tiên năm 1980.